# Możliwości ogniowe
Możliwości ogniowe - zdolność pododdziału, oddziału lub związku taktycznego do wykonania w określonym czasie typowych zadań ogniowych przy użyciu określonej ilości amunicji. Określa głównie stan ukompletowania wojsk w broń, jej właściwości taktyczno-techniczne, oraz poziom wyszkolenia żołnierzy którzy ją obsługują.